# Vickers Mark E
Vickers Mark E ali vickers 6-Ton je bil britanski tank.

## Zgodovina
Prvi Mark E je bil narejen leta 1928. Oblikovala sta ga John Valentine Carden in Vyvian Loyd. Tank je bil narejen v dveh verzijah. Imenovali sta se Type A in Type B. Mark E Type A je imel dve kupoli, v vsaki je bil po en puškomitraljez Vickers. Type B je imel le eno kupolo. Oborožen je bil s topom kalibra 47 mm in s puškomitraljezom Vickers.
Mark E je bil zelo inovativen tank, zato je britanska vlada dobila veliko ponudb iz Sovjetske zveze, Grčije, Poljske, Bolivije, Tajske, Finske, Portugalske, Kitajske in Bolgarije. Tajska je naročila 153 tankov, ki so jih izdelali v tovarni Vickers. Belgija je kupila tanke Mark E z motorom Rolls-Royce. Predvsem zaradi izkušenj Poljkse s pregrevanjem. Za to verzijo (Mark F) se Belgijci niso odločili, ker se ni najbolje izkazala pri testiranju. Poljska, ter Sovjetska zveza sta bili zadovoljni z osnovno verzijo. Sovjetska zveza jih je izdelovala pod imenom T-26, Poljska pa jih je izdelovala pod imenom 7TP. Izdelovali so jih tudi v tovorni in vlačilni verziji.

## Uporaba
- Bolivija: uporabljali so en tank Type A in dva tanka Type B. Imeli so jih le za trening.
- Bolgarija: kupili so 8 tankov Mark E Type B za vadbene namene.
- Ljudska republika Kitajska: uporabljali so 20 tankov verzije Type B. Uporabili so jih proti Japoncem leta 1937.
- Finska: od leta 1938 so uporabljali 33 tankov. Uporabljali so jih v zimski vojni. Finci so enote okrepili z Sovjetskimi kopijami T-26. Preimenovali so jih v T-26E. Te tanki so sedolovali v boji med letoma 1941 in 1944. V trenažne namene pa so se ohranili vse do leta 1959.
- Grčija: imeli so dva tanka za testne namene.
- Poljska: od leta 1932 so jih imeli 38. 22 jih je bilo verzije Type B in 16 Type A. Poljska je kupila licenco in te tanke izdelovala pod imenom 7TP.
- Portugalska: imeli so dva tanka za testne namene.
- Sovjetska zveza: leta 1931 je kupila licenco ter 15 tankov verzije Type A. Izdelali so jih okoli 12.000 pod imenom T-26.
- Španija: imeli so številne tanke Sovjetske verzije T-26.
- Tajska: uporabljali so jih 30 (Type B).
- Združeno kraljestvo: 4 so uporabljali za trenažne namene.